# Mogenola deserta
Mogenola deserta är en insektsart som beskrevs av Blocker 1979. Mogenola deserta ingår i släktet Mogenola och familjen dvärgstritar. Inga underarter finns listade i Catalogue of Life.